# Änggården
Änggården är en stadsdel och primärområde i stadsområde Centrum i Göteborgs kommun, belägen strax söder om centrala Göteborg. Stadsdelen har en areal på 332 hektar.

## Belägenhet
Stadsdelen är belägen på relativt plan mark mellan Slottsskogen i nordväst och Änggårdsbergen med utlöpare i söder och öster. Området avgränsas tydligt längs hela den nordvästra sidan av Dag Hammarskjölds led och i nordost klättrar bebyggelsen uppför de branta sluttningarna mot Sahlgrenska sjukhuset. Eftersom de intilliggande Änggårdsbergen öster om stadsdelen är klassade som naturreservat sedan 1975, är området skyddat från fortsatt exploatering.

## Bebyggelse
Bebyggelsen bildar en trädgårdsstad som delas av den mitt i området belägna Botaniska trädgården. Bebyggelsen i främre Änggården i norr tillkom omkring sekelskiftet 1900, medan Änggårdens radhus i söder till större delen uppfördes på 1920-talet. Villorna, varav de flesta är suterränghus, vid foten av Änggårdsbergen byggdes mellan 1950 och 1965.

### Änggården, Stora och lilla Änggården

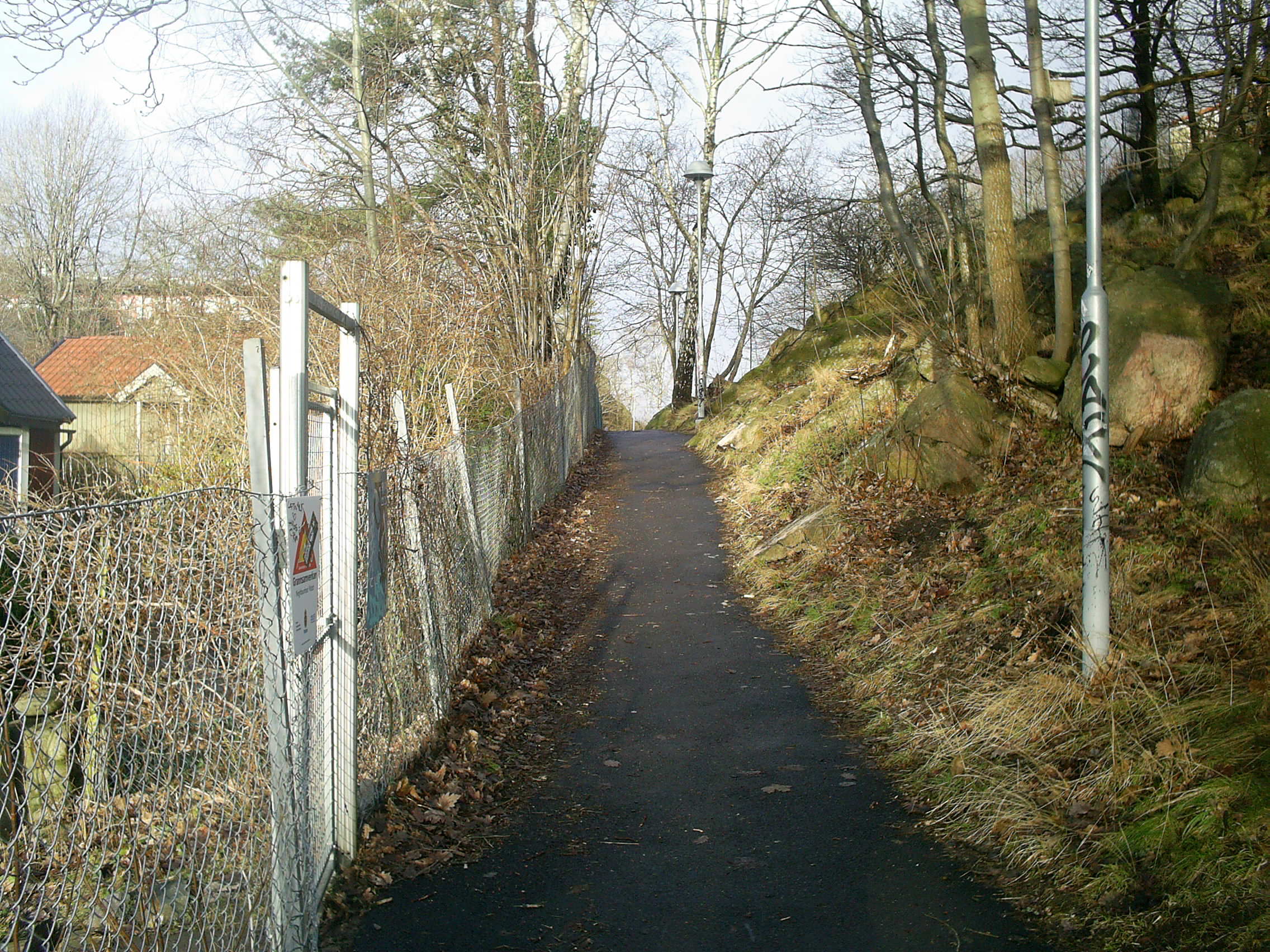
Änggårdskolonin gränsar till Änggårdsbergens naturreservat.

Änggården var från 1600-talet fram till slutet av 1800-talet en gård med marker som innefattade den nuvarande stadsdelen och områden i bergen norr och öster om. Engegårdhen nämns första gången 1619..
Det var då en del av Älvsborgs Kungsladugårds ägor och boställe för den uppsyningsman som såg efter viltet och skogen i de östliga markerna, särskilt då Sundshagen – nuvarande Slottsskogen.
- Stora Änggården är en gul villa från 1812 som ligger strax ovanför växthusen i Botaniska trädgården.

- Lilla Änggården är från början göteborgsfamiljen Grén Brobergs sommarbostad med anor från 1700-talet. Huset ligger i en park söder om Göteborgs botaniska trädgård, på gränsen till Ängårdsbergen. Stora delar av inredning är intakt och fungerar som ett museum i Göteborgs stadsmuseums regi. Bröderna Carl och Sven Grén Broberg donerade 1963 Lilla Änggården till Göteborgs stad, samt större delen av sin förmögenhet till en stiftelse, vilken skulle säkerställa skötsel och inventarier. Den 13 juni samma år beslöt stadsfullmäktige att ta emot donationen.[5] Änggårdsmuseet blev verklighet när den siste av bröderna gick bort 1973. Samtidigt tog Gren Brobergs museistiftelse över tillsynen av donationen.[6] Direkt söder om egendomen ligger ett område med kolonilotter.[7]

### Koloniträdgårdarna
Koloniträdgårdarna i Änggården började anläggas den 27 mars 1913.

### Apotekarevillan

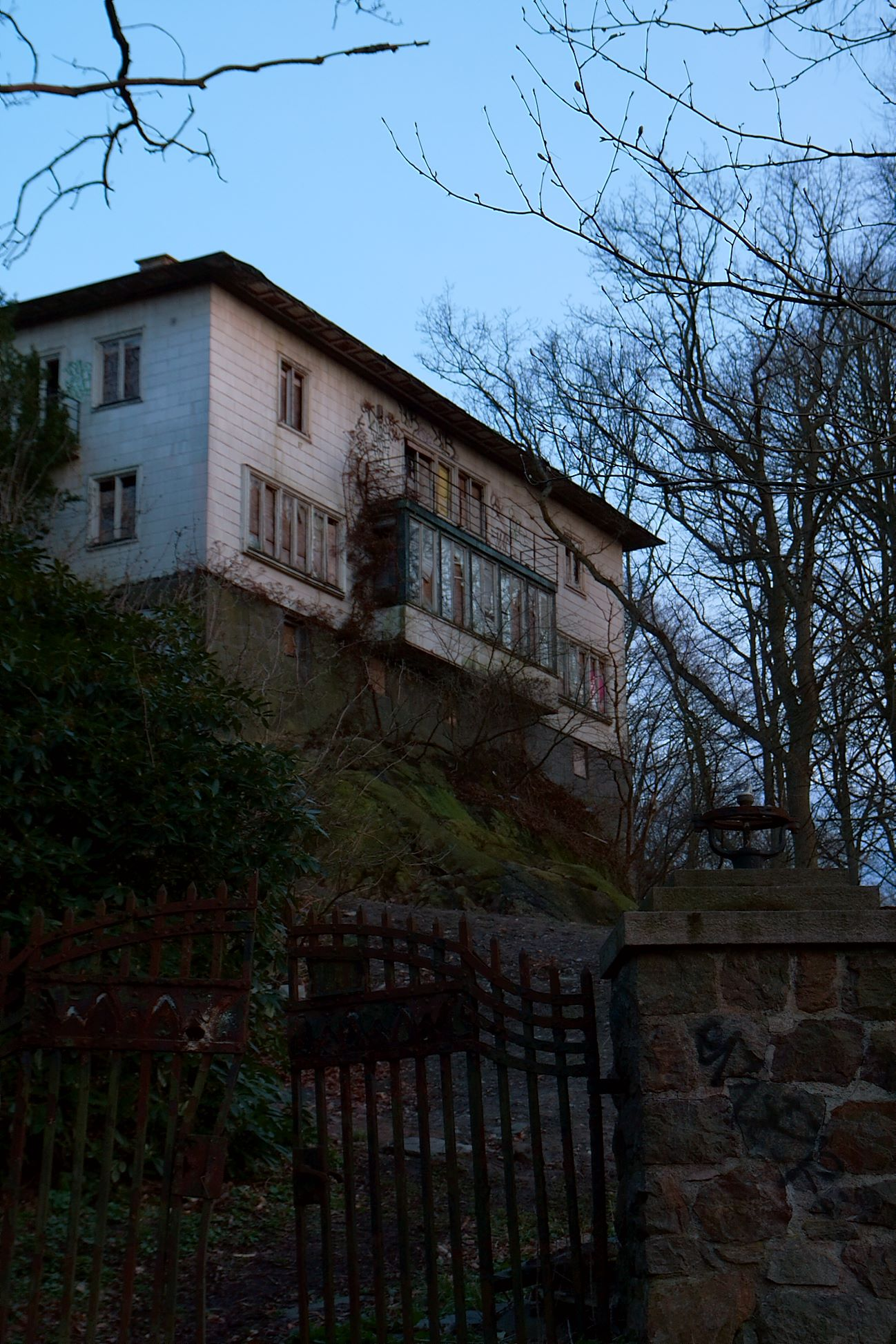
Apotekarevillan

Apotekarevillan på Apotekaregatan i Änggården, uppfördes 1930 av arkitekt Ragnar Ossian Swensson i Göteborg. Den totalförstördes i en troligen anlagd brand den 3 september 2008. Den var ett trähus i två våningar med källare, som från början varit privatbostad, men sedan 1994 i fastighetsbolaget Wallenstams ägo. Villan hade stått tom i över 20 år och var under många år ett tillhåll för husockupanter och hemlösa. Den revs i samband med släckningsarbetet. För att helikoptrar skulle kunna landa på Sahlgrenska sjukhuset, köpte kommunen tomten för 4,5 miljoner kronor och upplät den åt Västra Götalandsregionens fastighetsbolag med tomträtt.

## Nyckeltal

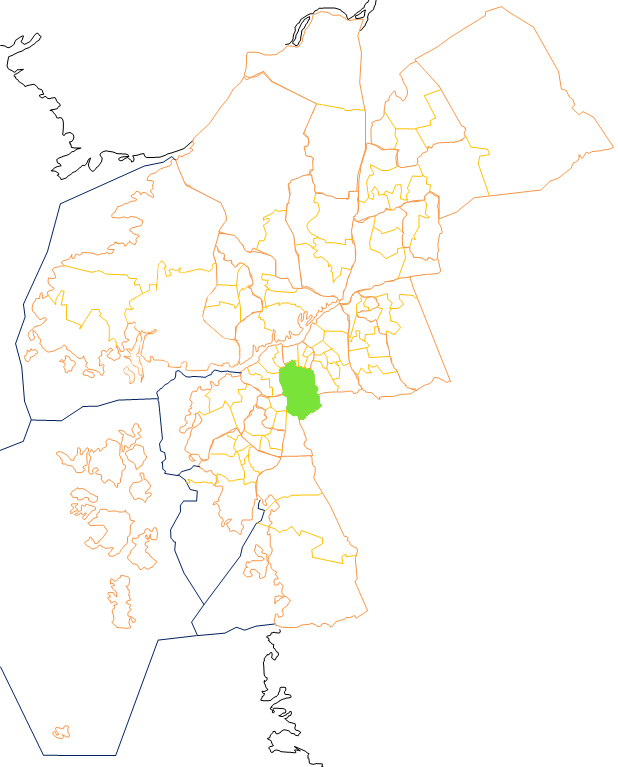
Änggården

Nyckeltalen redovisar statistik som beskriver Göteborg och dess 96 delområden, primärområden, per den 31 december och kan användas för att jämföra de olika områdena. Nedan redovisas uppgifter för primärområdet och jämförelse görs mot uppgifterna för hela kommunen.
|                                                           | Änggården  | Hela Göteborg |
| --------------------------------------------------------- | ---------- | ------------- |
| Folkmängd                                                 | 1 584      | 587 549       |
| Befolkningsförändring 2020–2021                           | -27        | +4 493        |
| Andel födda i utlandet                                    | 19,8 %     | 28,3 %        |
| Andel utrikes födda eller med två utrikes födda föräldrar | 23,0 %     | 38,1 %        |
| Medelinkomst                                              | 383 200 kr | 332 400 kr    |
| Arbetslöshet                                              | 4,4 %      | 6,6 %         |
| Antal ersatta dagar från F-kassan per person (16-64 år)   | 18,6       | 19,5          |
| Andel med eftergymnasial utbildning (minst 3 år)          | 58,9 %     | 37,9 %        |
| Andel bostäder före 1941                                  | 44,6 %     |               |
| Andel bostäder i allmännyttan                             | 13,1 %     | 25,9 %        |
| Antal färdigställda bostäder 2021                         | 0          |               |
| Andel bostäder i småhus                                   | 39,7 %     | 18,3 %        |

## Stadsområdes- och stadsdelsnämndstillhörighet
Primärområdet tillhörde fram till årsskiftet 2020/2021 stadsdelsnämndsområdet Majorna-Linné och ingår sedan den 1 januari 2021 i stadsområde Centrum.